# Barbra Streisand (single)
Barbra Streisand is de tweede single van Duck Sauce. Tijdens het verschijnen van de single was het nog niet uitgebracht op een album.

## Inleiding
Het origineel werd gecomponeerd door Heinz en Jürgen Huth. De broers schreven het voor de Duitse muziekgroep Nighttrain en het verscheen oorspronkelijk onder de titel Hallo Bimmelbahn. Later werd het nummer gesampled door Boney M. De gebroeders Huth werkten met Boney M.-producer Frank Farian mee als co-writers tot het uiteindelijk resulterende Gotta go home. Barbra Streisand is genoemd naar de zangeres en de naam is ook bijna de enige tekst van het lied. Het nummer werd op 17 oktober 2010 uitgebracht als cd-single of downloadsingle. Het begon vrijwel direct aan een stevige opmars in de diverse hitparades, ook in Nederland en België. In de Single Top 100 kwam het op 6 november 2010 op nummer 1 terecht. In de Nederlandse Top 40 evenaarde het een record uit 2001, namelijk 'langst (onafgebroken) op nummer 2 zonder ooit de eerste positie gehaald te hebben'.
Op YouTube was er ook meteen een videoclip waarin andere nichegenoten een klein rolletje speelden: Kanye West, Pharrell Williams, Ryan Leslie, Buckshot, Smif-n-Wessun, DJ Premier, Chromeo, DJ Mehdi, So Me, Diplo, Questlove, Ezra Koenig, Santigold en Fafi maakten hun opwachting.

## Media
- Britse cd-single:

1. "Barbra Streisand" (UK Radio Edit) – 2:21
2. "Barbra Streisand" (Extended Mix) – 4:54
3. "Barbra Streisand" (Afrojack Ducky Mix) – 5:09
4. "Barbra Streisand" (Afrojack Meat Mix) – 5:08

- Britse digitale download (iTunes):

1. "Barbra Streisand" (UK Radio Edit) – 2:21
2. "Barbra Streisand" (Original Mix) – 5:00
3. "Barbra Streisand" (Afrojack Ducky Mix) – 5:09
4. "Barbra Streisand" (Afrojack Meat Mix) – 5:08
5. "You're Nasty" (Vocal Mix) – 5:03

- Australische en Nederlandse download

1. "Barbra Streisand" (Radio Edit) – 3:14
2. "Barbra Streisand" – 5:00

## Hitnoteringen

### Nederlandse Top 40
| Hitnotering: 23-10-2010 t/m 05-02-2011 | Hitnotering: 23-10-2010 t/m 05-02-2011 | Hitnotering: 23-10-2010 t/m 05-02-2011 | Hitnotering: 23-10-2010 t/m 05-02-2011 | Hitnotering: 23-10-2010 t/m 05-02-2011 | Hitnotering: 23-10-2010 t/m 05-02-2011 | Hitnotering: 23-10-2010 t/m 05-02-2011 | Hitnotering: 23-10-2010 t/m 05-02-2011 | Hitnotering: 23-10-2010 t/m 05-02-2011 | Hitnotering: 23-10-2010 t/m 05-02-2011 | Hitnotering: 23-10-2010 t/m 05-02-2011 | Hitnotering: 23-10-2010 t/m 05-02-2011 | Hitnotering: 23-10-2010 t/m 05-02-2011 | Hitnotering: 23-10-2010 t/m 05-02-2011 | Hitnotering: 23-10-2010 t/m 05-02-2011 | Hitnotering: 23-10-2010 t/m 05-02-2011 | Hitnotering: 23-10-2010 t/m 05-02-2011 | Hitnotering: 23-10-2010 t/m 05-02-2011 |
| Week:                                  | 1                                      | 2                                      | 3                                      | 4                                      | 5                                      | 6                                      | 7                                      | 8                                      | 9                                      | 10                                     | 11                                     | 12                                     | 13                                     | 14                                     | 15                                     | 16                                     |                                        |
| -------------------------------------- | -------------------------------------- | -------------------------------------- | -------------------------------------- | -------------------------------------- | -------------------------------------- | -------------------------------------- | -------------------------------------- | -------------------------------------- | -------------------------------------- | -------------------------------------- | -------------------------------------- | -------------------------------------- | -------------------------------------- | -------------------------------------- | -------------------------------------- | -------------------------------------- | -------------------------------------- |
| Positie:                               | 32                                     | 9                                      | 2                                      | 2                                      | 2                                      | 2                                      | 2                                      | 2                                      | 2                                      | 5                                      | 5                                      | 5                                      | 9                                      | 17                                     | 25                                     | 38                                     | uit                                    |

### NederlandseSingle Top 100
| Hitnotering: 16-10-2010 t/m 26-03-2011 | Hitnotering: 16-10-2010 t/m 26-03-2011 | Hitnotering: 16-10-2010 t/m 26-03-2011 | Hitnotering: 16-10-2010 t/m 26-03-2011 | Hitnotering: 16-10-2010 t/m 26-03-2011 | Hitnotering: 16-10-2010 t/m 26-03-2011 | Hitnotering: 16-10-2010 t/m 26-03-2011 | Hitnotering: 16-10-2010 t/m 26-03-2011 | Hitnotering: 16-10-2010 t/m 26-03-2011 | Hitnotering: 16-10-2010 t/m 26-03-2011 | Hitnotering: 16-10-2010 t/m 26-03-2011 | Hitnotering: 16-10-2010 t/m 26-03-2011 | Hitnotering: 16-10-2010 t/m 26-03-2011 | Hitnotering: 16-10-2010 t/m 26-03-2011 |
| Week:                                  | 1                                      | 2                                      | 3                                      | 4                                      | 5                                      | 6                                      | 7                                      | 8                                      | 9                                      | 10                                     | 11                                     | 12                                     | 13                                     |
| -------------------------------------- | -------------------------------------- | -------------------------------------- | -------------------------------------- | -------------------------------------- | -------------------------------------- | -------------------------------------- | -------------------------------------- | -------------------------------------- | -------------------------------------- | -------------------------------------- | -------------------------------------- | -------------------------------------- | -------------------------------------- |
| Positie:                               | 25                                     | 2                                      | 2                                      | 1                                      | 1                                      | 1                                      | 3                                      | 6                                      | 14                                     | 19                                     | 14                                     | 9                                      | 9                                      |
| Week:                                  | 14                                     | 15                                     | 16                                     | 17                                     | 18                                     | 19                                     | 20                                     | 21                                     | 22                                     | 23                                     | 24                                     |                                        |                                        |
| Positie:                               | 22                                     | 28                                     | 25                                     | 34                                     | 39                                     | 51                                     | 69                                     | 71                                     | 55                                     | 63                                     | 84                                     | uit                                    |                                        |

### VlaamseUltratop 50
| Hitnotering: 02-10-2010 t/m 12-02-2011 | Hitnotering: 02-10-2010 t/m 12-02-2011 | Hitnotering: 02-10-2010 t/m 12-02-2011 | Hitnotering: 02-10-2010 t/m 12-02-2011 | Hitnotering: 02-10-2010 t/m 12-02-2011 | Hitnotering: 02-10-2010 t/m 12-02-2011 | Hitnotering: 02-10-2010 t/m 12-02-2011 | Hitnotering: 02-10-2010 t/m 12-02-2011 | Hitnotering: 02-10-2010 t/m 12-02-2011 | Hitnotering: 02-10-2010 t/m 12-02-2011 | Hitnotering: 02-10-2010 t/m 12-02-2011 | Hitnotering: 02-10-2010 t/m 12-02-2011 | Hitnotering: 02-10-2010 t/m 12-02-2011 | Hitnotering: 02-10-2010 t/m 12-02-2011 | Hitnotering: 02-10-2010 t/m 12-02-2011 | Hitnotering: 02-10-2010 t/m 12-02-2011 | Hitnotering: 02-10-2010 t/m 12-02-2011 | Hitnotering: 02-10-2010 t/m 12-02-2011 | Hitnotering: 02-10-2010 t/m 12-02-2011 | Hitnotering: 02-10-2010 t/m 12-02-2011 | Hitnotering: 02-10-2010 t/m 12-02-2011 | Hitnotering: 02-10-2010 t/m 12-02-2011 |
| Week:                                  | 1                                      | 2                                      | 3                                      | 4                                      | 5                                      | 6                                      | 7                                      | 8                                      | 9                                      | 10                                     | 11                                     | 12                                     | 13                                     | 14                                     | 15                                     | 16                                     | 17                                     | 18                                     | 19                                     | 20                                     |                                        |
| -------------------------------------- | -------------------------------------- | -------------------------------------- | -------------------------------------- | -------------------------------------- | -------------------------------------- | -------------------------------------- | -------------------------------------- | -------------------------------------- | -------------------------------------- | -------------------------------------- | -------------------------------------- | -------------------------------------- | -------------------------------------- | -------------------------------------- | -------------------------------------- | -------------------------------------- | -------------------------------------- | -------------------------------------- | -------------------------------------- | -------------------------------------- | -------------------------------------- |
| Positie:                               | 41                                     | 5                                      | 1                                      | 1                                      | 1                                      | 1                                      | 1                                      | 1                                      | 2                                      | 2                                      | 7                                      | 7                                      | 7                                      | 7                                      | 5                                      | 12                                     | 20                                     | 28                                     | 33                                     | 48                                     | uit                                    |